# Тентюк Віктор Петрович
Ві́ктор Петро́вич Те́нтюк (нар. 5 жовтня 1939, місто Новоукраїнка, Кіровоградська область — 10 січня 2020) — український державний службовець, фінансист. Перший Голова Головної державної податкової інспекції України (1990–1993). Головний державний радник Державної податкової служби України. Радник з економічних питань Міністерства фінансів України. Член президії Спілки економістів України.

## Освіта
У 1964 році закінчив Одеський кредитно-економічний інститут.

## Трудова діяльність
- 1959–1971 — на різних посадах у Новогородківському та Новоукраїнських районних фінансових відділах Кіровоградської області, завідувач Дніпропетровського районного фінансового відділу.
- З 1971 — заступник завідувача, завідувач Дніпропетровського обласного фінансового відділу.
- З 1983 — заступник Міністра фінансів України, перший заступник Міністра фінансів України, 1990–1993 — заступник Міністра фінансів України — начальник Головного державної податкової інспекції Мінфіну України.
- Серпень 1993[2] — жовтень 1995[3] — голова правління Пенсійного фонду України.
- Жовтень 1995[4] — серпень 1997[5] — заступник Міністра фінансів України — начальник Головного управління Державного казначейства України.

## Нагороди, державні ранги
Державний службовець 1-го рангу (з жовтня 1994).
Заслужений економіст України (з жовтня 1999).